# L'Empèut
L'Empèut (en francès Lempaut) és un municipi francès situat al departament del Tarn i a la regió d'Occitània.

## Demografia
| 1962                                       | 1968 | 1975 | 1982 | 1990 | 1999 | 2007 |
| ------------------------------------------ | ---- | ---- | ---- | ---- | ---- | ---- |
| 463                                        | 492  | 480  | 472  | 527  | 574  | 669  |
| Des de 1962: població sense dobles comptes |      |      |      |      |      |      |

## Administració
| Període | Identitat     | Partit        |
| ------- | ------------- | ------------- |
| 2001-   | André Bermond | Divers droite |